# Ángel del Pozo
Ángel del Pozo Merino (Madrid, 14 de julio de 1934-29 de marzo de 2025) fue un actor y director de cine español.

## Biografía
Compaginó sus estudios universitarios con actuaciones aficionadas en el T.E.U.[cita requerida] hasta que finalmente decidió dedicarse profesionalmente a la interpretación. Se integró en la Compañía de Lilí Murati,[cita requerida] participando en la comedia Un bruto para Patricia.[cita requerida]
Debutó en cine en 1960 con la adaptación de la mencionada pieza teatral. Tras interpretar a galanes en títulos como Margarita se llama mi amor (1961), Vuelve San Valentín (1962) o Escala en hi-fi (1963), se especializó en el género conocido como Spaghetti Western, llegando a rodar más de treinta títulos en los años 60 y 70. Compartió elenco con estrellas como Lee Van Cleef, Christopher Lee, Jean Rochefort, Yul Brynner y Orson Welles.
En los setenta debutó en la dirección, rodando cuatro películas. Al final de la década decidió retirarse del mundo del espectáculo.[cita requerida] Desde los años noventa hasta 2008 ejerció labores de producción ejecutiva y de relaciones públicas en  Gestevisión Telecinco[cita requerida] (actual Mediaset España), gestora de las cadenas de televisión Telecinco y Cuatro.

## Filmografía
| Año  | Título                           | Personaje                       | Dirección                                                     |
| ---- | -------------------------------- | ------------------------------- | ------------------------------------------------------------- |
| 1977 | Nido de viudas                   | Víctor                          | Tony Navarro                                                  |
| 1976 | La trastienda                    | Raimundo                        | Jorge Grau                                                    |
| 1975 | La mujer es cosa de hombres      | Enrique Luján                   | Jesús Yagüe                                                   |
| 1975 | Leonor                           | Le Chapelain                    | Juan Luis Buñuel                                              |
| 1975 | La última jugada                 | Tempelton                       | Aldo Sambrell                                                 |
| 1975 | Simón y Mateo                    | Steward                         | Giuliano Carnimeo                                             |
| 1975 | La endemoniada                   | Mr. Barnes                      | Amando de Ossorio                                             |
| 1975 | El reportero                     | Inspector de Policía            | Michelangelo Antonioni                                        |
| 1974 | Los cuatro mosqueteros           | Jussac                          | Richard Lester                                                |
| 1974 | La muerte llama a las diez       | John Kirk Lawford               | Joan Bosch Palau                                              |
| 1974 | Proceso a Jesús                  | Ismael                          | José Luis Sáenz de Heredia                                    |
| 1973 | Las amazonas                     | Capitán                         | Terence Young                                                 |
| 1973 | Los tres mosqueteros             | Jussac                          | Richard Lester                                                |
| 1973 | Un hombre llamado Noon           | Ben Janish                      | Peter Collinson                                               |
| 1973 | El complot de los rebeldes       | Marchand                        | René Gainville                                                |
| 1972 | El desafío de Pancho Villa       | Lt. Eager                       | Eugenio Martín                                                |
| 1972 | La isla del tesoro               | Dr. Livesey                     | John Hough, Andrea Bianchi y Antonio Margheriti               |
| 1972 | Pánico en el Transiberiano       | Yevtuchenko                     | Eugenio Martín                                                |
| 1972 | La duda                          | Ricardo                         | Rafael Gil                                                    |
| 1972 | Tarzán y el arco iris            | Bob                             | Manuel Caño                                                   |
| 1972 | Dans la poussière du soleil      | Le prêtre                       | Richard Balducci                                              |
| 1972 | Nada menos que todo un hombre    | Gabriel                         | Rafael Gil                                                    |
| 1971 | Los héroes del patíbulo          |                                 | Grigoris Grigoriou                                            |
| 1971 | El oro de nadie                  | Vargas                          | Sam Wanamaker                                                 |
| 1970 | Palabra de Rey                   |                                 | Arturo Ruiz-Castillo y Joaquín Vera                           |
| 1970 | Aquel maldito día                | Freiber                         | Vasilis Georgiadis                                            |
| 1970 | Trasplante de un cerebro         | Peter Reynolds                  | Juan Logar                                                    |
| 1970 | El corsario                      | Barón de Rambouillet            | Antonio Mollica                                               |
| 1970 | El Cóndor                        | Lieutenant                      | John Guillermin                                               |
| 1970 | Los monstruos del terror         | Dr. Kerian Wener                | Tulio Demicheli, Antonio Isasi-Isasmendi y Eberhard Meichsner |
| 1970 | La banda de los tres crisantemos | Agente de Policía John Williams | Ignacio F. Iquino                                             |
| 1969 | La muerte de un presidente       | Lawyer                          | Tonino Valerii                                                |
| 1969 | El largo día del águila          | Aviador inglés                  | Enzo G. Castellari                                            |
| 1969 | No me importa morir              | Rod                             | León Klimovsky                                                |
| 1969 | Simón Bolívar                    | Yarza                           | Alessandro Blasetti                                           |
| 1968 | El príncipe y la huerfanita      |                                 | Pedro Costa                                                   |
| 1968 | Hasta la última gota de sangre   | David                           | Alberto Cardone                                               |
| 1967 | Cara a cara                      | Maximilian de Winton            | Sergio Sollima                                                |
| 1967 | La mujer de otro                 | Enrique                         | Rafael Gil                                                    |
| 1967 | Cervantes                        | Don Juan de Austria             | Vincent Sherman                                               |
| 1967 | La esfinge de cristal            | Álex                            | Luigi Scattini                                                |
| 1967 | El halcón y la presa             | Chet Miller                     | Sergio Sollima                                                |
| 1967 | Aventura en el palacio viejo     | Calixto                         | Manuel Torres                                                 |
| 1966 | El hombre del Sur                | Capitán Lefevre                 | Giorgio Ferroni                                               |
| 1965 | Misión especial en Caracas       | Lider ejecutivos venezolanos    | Raoul André                                                   |
| 1965 | La ley del Colt                  | George Benson                   | Alfonso Brescia                                               |
| 1965 | Un lugar llamado Glory           | Josh                            | Sheldon Reynolds                                              |
| 1965 | Pampa salvaje                    | Lt. Del Río                     | Hugo Fregonese                                                |
| 1965 | Armas para el Caribe             |                                 | Claude Sautet                                                 |
| 1964 | Rueda de sospechosos             | Miguel Serrano                  | Ramón Fernández                                               |
| 1964 | Alféreces provisionales          | Aguirre                         | José Luis Merino                                              |
| 1964 | Bienvenido, padre Murray         | John                            | Ramón Torrado                                                 |
| 1964 | El escándalo                     | Juan                            | Javier Setó                                                   |
| 1963 | Objetivo: las estrellas          | Juan                            | Ramón Fernández                                               |
| 1963 | Escala en Hi-Fi                  |                                 | Isidoro M. Ferry                                              |
| 1963 | La cuarta ventana                | David                           | Julio Coll                                                    |
| 1963 | El valle de las espadas          | Don García                      | Javier Setó                                                   |
| 1962 | Occidente y sabotaje             |                                 | Ana Mariscal                                                  |
| 1962 | Cena de matrimonios              | Antonio                         | Alfonso Balcázar                                              |
| 1962 | Vuelve San Valentín              | Manuel Iruña                    | Fernando Palacios                                             |
| 1962 | Escuela de seductoras            | Frank                           | León Klimovsky                                                |
| 1962 | Detective con faldas             | Simenón                         | Ricardo Núñez                                                 |
| 1961 | Margarita se llama mi amor       | Stefan                          | Ramón Fernández                                               |
| 1961 | Los mercenarios                  | Arrigo                          | Piero Costa                                                   |
| 1960 | El indulto                       | Cecilio                         | José Luis Sáenz de Heredia                                    |
| 1960 | El vagabundo y la estrella       |                                 | Mateo Cano y José Luis Merino                                 |
| 1960 | Mi calle                         |                                 | Edgar Neville                                                 |
| 1960 | 091, policía al habla            |                                 | José María Forqué                                             |
| 1960 | Un bruto para Patricia           | Luis                            | León Klimovsky                                                |